# Alexander Fransson
Alexander Martin Fransson (Norrköping, 2 aprile 1994) è un calciatore svedese, centrocampista dell'IFK Norrköping.

## Caratteristiche tecniche
Mediano, può giocare come centrocampista centrale o come esterno destro.

## Carriera

### Club
Si è unito alle giovanili dell'IFK Norrköping all'età di 14 anni, e ha fatto parte dell'accademia della squadra fino al 2012. Ha fatto il debutto nella massima serie in occasione della prima giornata dell'Allsvenskan 2013, vinta in trasferta contro il Mjällby il giorno prima del suo diciannovesimo compleanno. Nel corso di quella stagione, ha collezionato 20 presenze sulle 30 gare di campionato disputate complessivamente dalla squadra.
Il primo gol nella prima divisione svedese lo ha segnato il 14 agosto 2014, ancora sul campo del Mjällby dove aveva esordito all'inizio dell'annata precedente.
Ha fatto parte della squadra anche per la stagione 2015, che ha visto l'IFK Norrköping riconquistare il titolo nazionale a sorpresa dopo 26 anni. Fransson ha contribuito realizzando cinque reti nell'arco del campionato.
Il 2 gennaio 2016, gli svizzeri del Basilea hanno comunicato di aver acquistato Fransson con un contratto di quattro anni e mezzo, in quella che è stata riportata come la cessione più remunerativa di sempre da parte del Norrköping. Con la nuova maglia ha debuttato il successivo 14 febbraio, subentrando al 90' minuto della larga vittoria sul Grasshoppers. Una settimana più tardi ha segnato il suo primo gol in Super League contro il Vaduz. La squadra ha vinto il campionato svizzero sia al termine di quella stagione, 2015-2016, sia al termine di quella seguente, alternando alcune presenze da titolare ad altre partendo dalla panchina. Nel 2016-2017 ha anche vinto la Coppa Svizzera.
Fransson ha iniziato al Basilea anche la stagione 2017-2018 ma nella sessione invernale di mercato, al fine di fargli trovare maggiore spazio, la dirigenza rossoblu lo ha girato in prestito al Losanna, sempre nel campionato di Super League, dove ha terminato la stagione.
Nel luglio del 2018, a campionato già iniziato da qualche mese (la Allsvenskan svedese inizia in primavera), Fransson ha fatto ritorno all'IFK Norrköping a titolo definitivo con un contratto valido fino al 30 giugno 2021. Prima dell'inizio del campionato 2021 gli è stata tolto il ruolo di capitano, decisione motivata dal nuovo allenatore Rikard Norling con il desiderio di non voler affidare la fascia a un giocatore che nel giro di pochi mesi si sarebbe potuto svincolare. Nonostante ciò, nel successivo luglio, Fransson e il club hanno raggiunto un rinnovo contrattuale fino alla fine dell'anno.

### Nazionale
Ha giocato nelle nazionali giovanili svedesi Under-19 ed Under-21.
Tra il 2016 ed il 2019 ha giocato complessivamente 8 partite con la nazionale maggiore svedese.

## Palmarès

### Club

#### Competizioni nazionali
- Campionato svedese: 1

Norrköping: 2015
- Supercoppa di Svezia: 1

Norrköping: 2015
- Campionato svizzero: 2

Basilea: 2015-2016, 2016-2017
- Coppa Svizzera: 1

Basilea: 2016-2017
- Campionato greco: 1

AEK Atene: 2022-2023